# 埃德富神廟
艾得芙神殿（Temple of Edfu；又作荷魯斯神殿，Temple of Horus）是位於埃及尼羅河西岸城市埃德富的一座古埃及神廟。它是繼卡納克神廟後最大及保存得最好的一座神廟，除了用作供奉鷹頭神荷魯斯之外，神廟亦作宗教祭祀活動。此外，廟內牆壁的銘文也為學者提供了不少古埃及於希臘羅馬時期在語言、神話及宗教方面的資料。

## 歷史

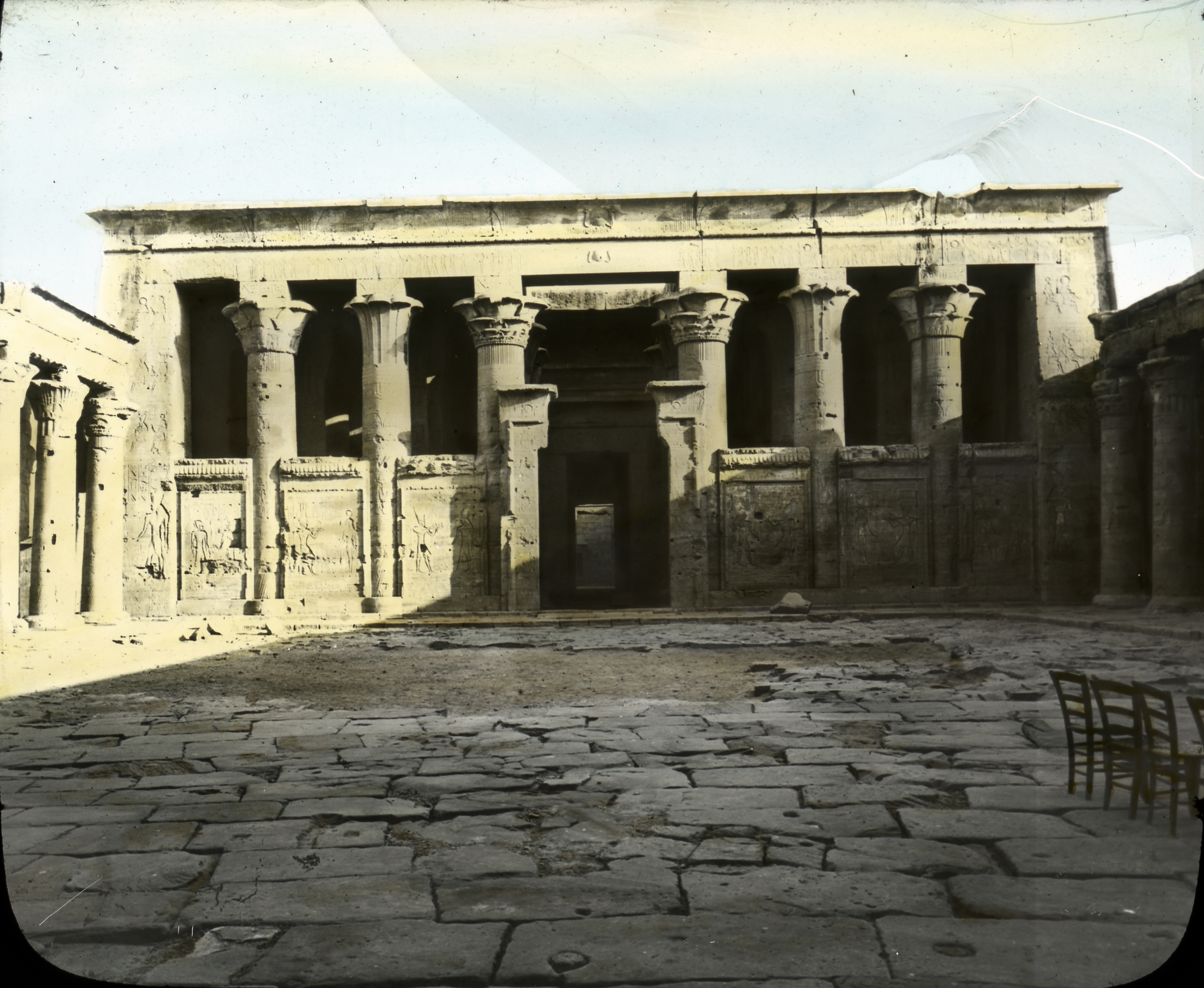
埃德富神庙庭院北侧

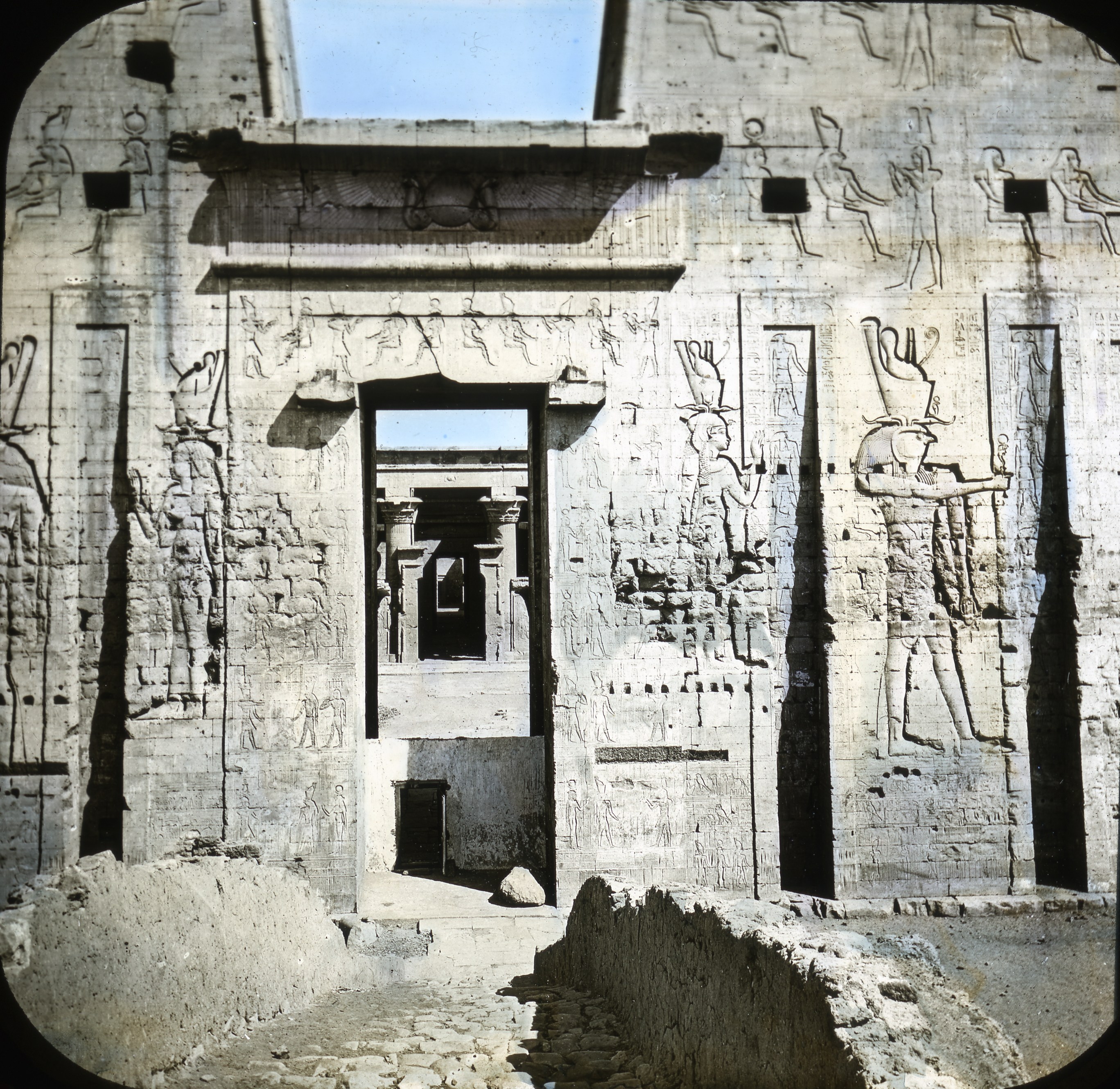
埃德富神庙大门

跟丹德拉神廟、伊斯納的克奴姆神廟、考姆翁布神廟及菲萊神廟等神廟一樣，埃德富神廟也是在托勒密王朝期間興建的。從神廟的規模可見當時的埃及是頗為繁榮的。神廟由公元前237年開始興建（當時在位者為托勒密三世）；直至公元前57年完成（當時的統治者為托勒密十二世）。原本該地是用來興建一所規模較小、以及同是供奉荷魯斯的神廟，而其建築結構亦應是坐西向東而不是像現在的坐北向南的。在目前神廟的東面有一道已經破廢的塔門；在那裏發現的文字證實了在新王國時期的拉美西斯一世、塞提一世及拉美西斯二世在位期間，埃及人已經有在埃德富興建神廟的計劃。
經羅馬帝國狄奧多西一世於公元391年頒令嚴禁偶像崇拜後，這座作為宗教遺址的神廟就一直被棄置。跟埃及其他地方的神廟一樣，由於基督教是當時埃及最具勢力的宗教，神廟上很多銘刻都給抹去。而且，在多柱式的內殿內亦可發現被薰黑的天花板，相信這是由於縱火造成的，目的也是要摧毀當時多神教的信仰。
多個世紀以來，埃德富神廟一直埋在12米的沙土以及由尼羅河沉澱的淤泥下。而當地居民亦直接的在埋藏著神廟的土地上興建家園。當法國於1798年遠征隊到來，神廟塔門的頂部才得以被發現。到了1860年，法國的埃及學家奧古斯特·馬里埃特開始發掘神廟的工作。
時至今天，埃德富神廟幾乎完好無缺，這是因為神廟多年來長埋沙土之下，令它得以好好保存下來。埃德富神廟對考古學極為重要；同時，它亦成了埃及的旅遊景點，不少沿尼羅河行駛的內河遊輪都會在該處附近停泊，讓遊客到神廟參觀。2005年，神廟附近興建了旅客中心及停車場；到了2006年，神廟更加設燈光設備，方便旅客入夜後參觀。

## 建築特色
整座神廟面積約為8400平方英尺，從塔門至北面盡頭的牆壁長度超過150英尺。神廟塔門高36米，入口處兩側置有以黑色花崗岩雕成的荷魯斯鷹像，塔門上有4個供插旗的凹槽。塔門牆身刻著托勒密十二世在鷹首人身的荷魯斯及女神哈索爾面前打敗敵人；神廟內的廳柱具為希臘式的風格。在進入外柱廳的入口兩旁亦有荷魯斯鷹像，較左的那尊比較完整，而較右的那尊下半截則損毀嚴重。
外柱廳的壁畫上可看到托勒密九世對荷魯斯敬拜的畫面，而內柱廳內就刻了托勒密王朝時期舉行宗教儀式的場面，廳內有不少用來儲存祭品的儲物室。聖殿外廳是用作擺放供品的地方，而聖殿本來是擺放了荷魯斯的金雕像的，但是雕像早已不知所終。位於聖殿後的聖所放有荷魯斯聖船的複製品，而圍繞著聖殿的十間聖所則是屬於其他神祇的。

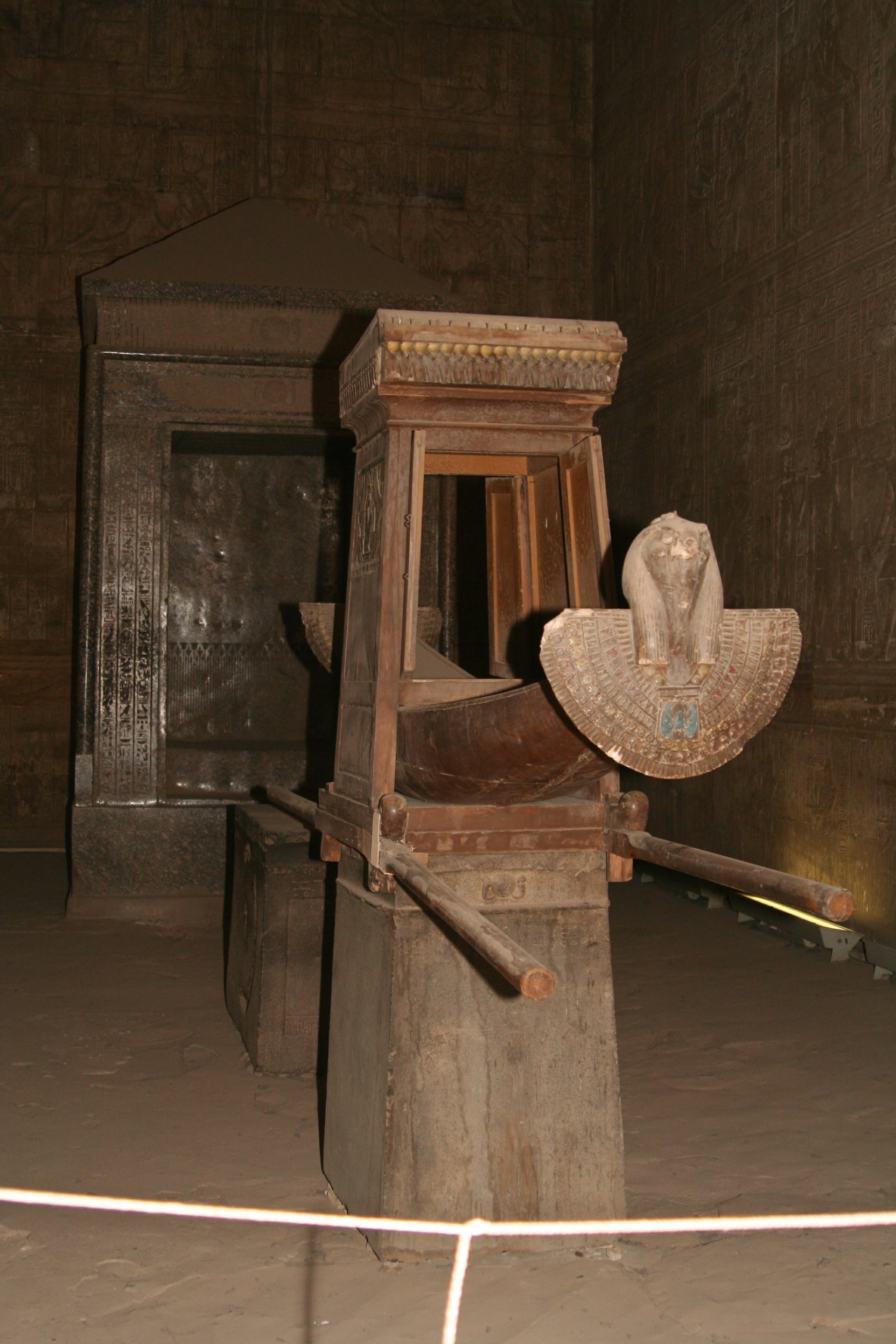
聖殿內的聖船複製品
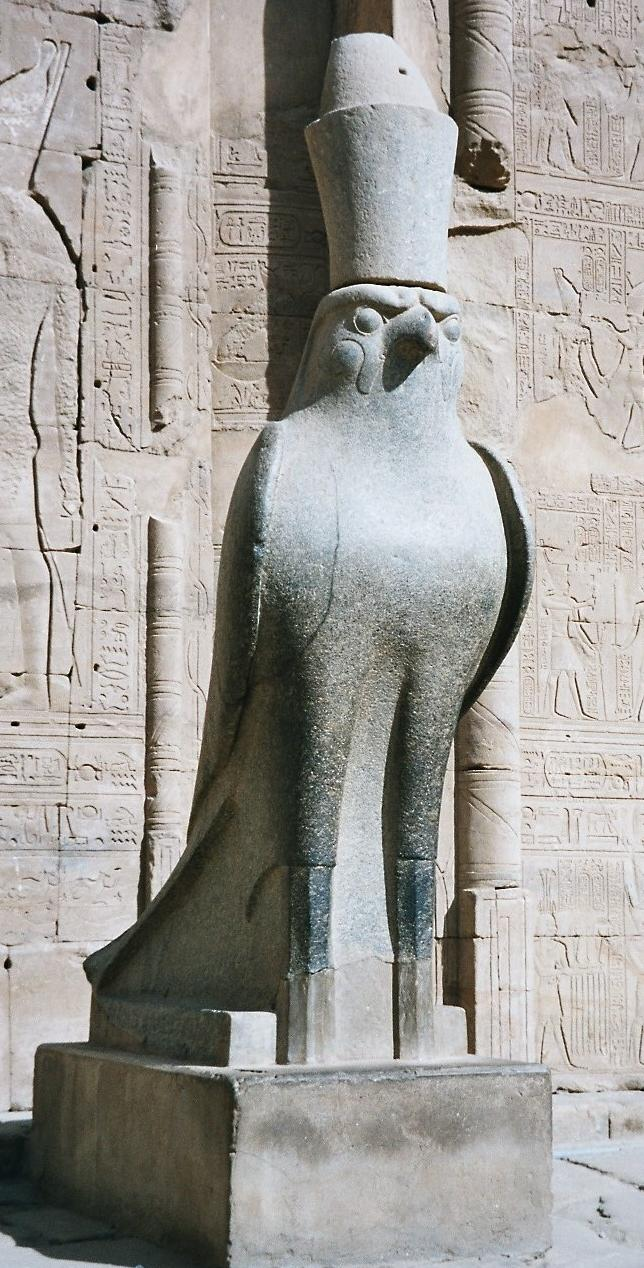
神廟內的其中一尊荷魯斯雕像
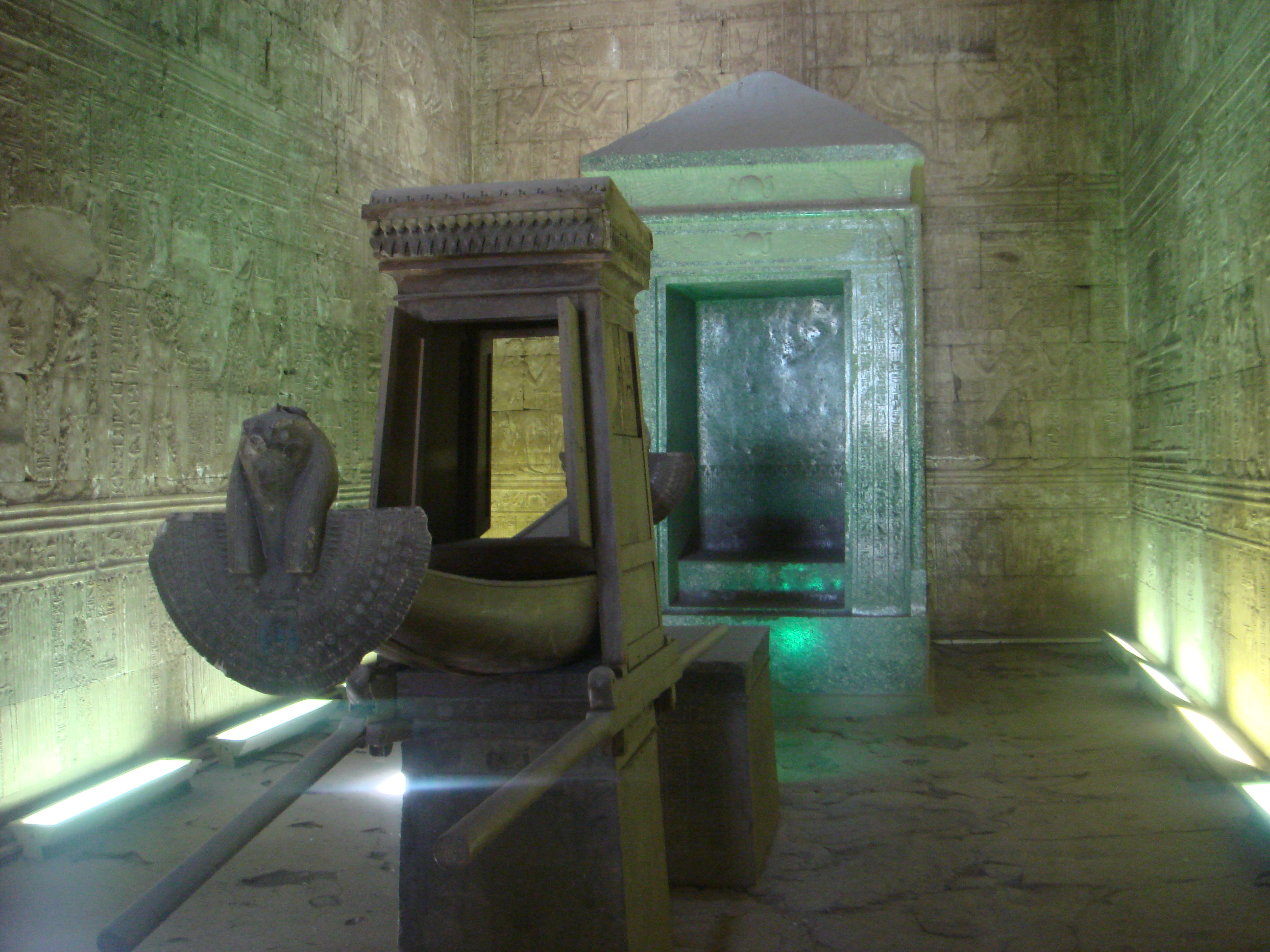
中央正殿入口
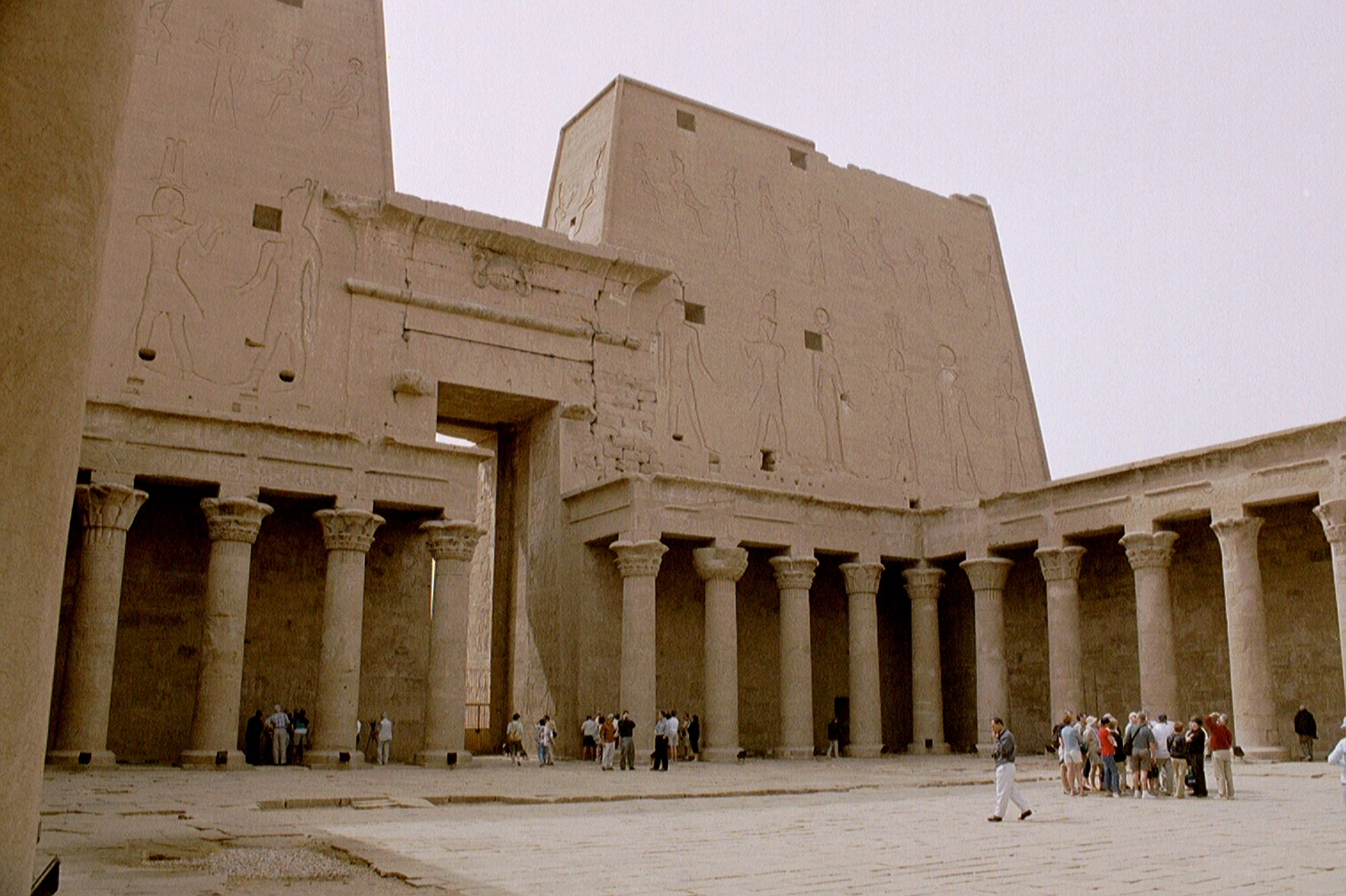
中央廣場
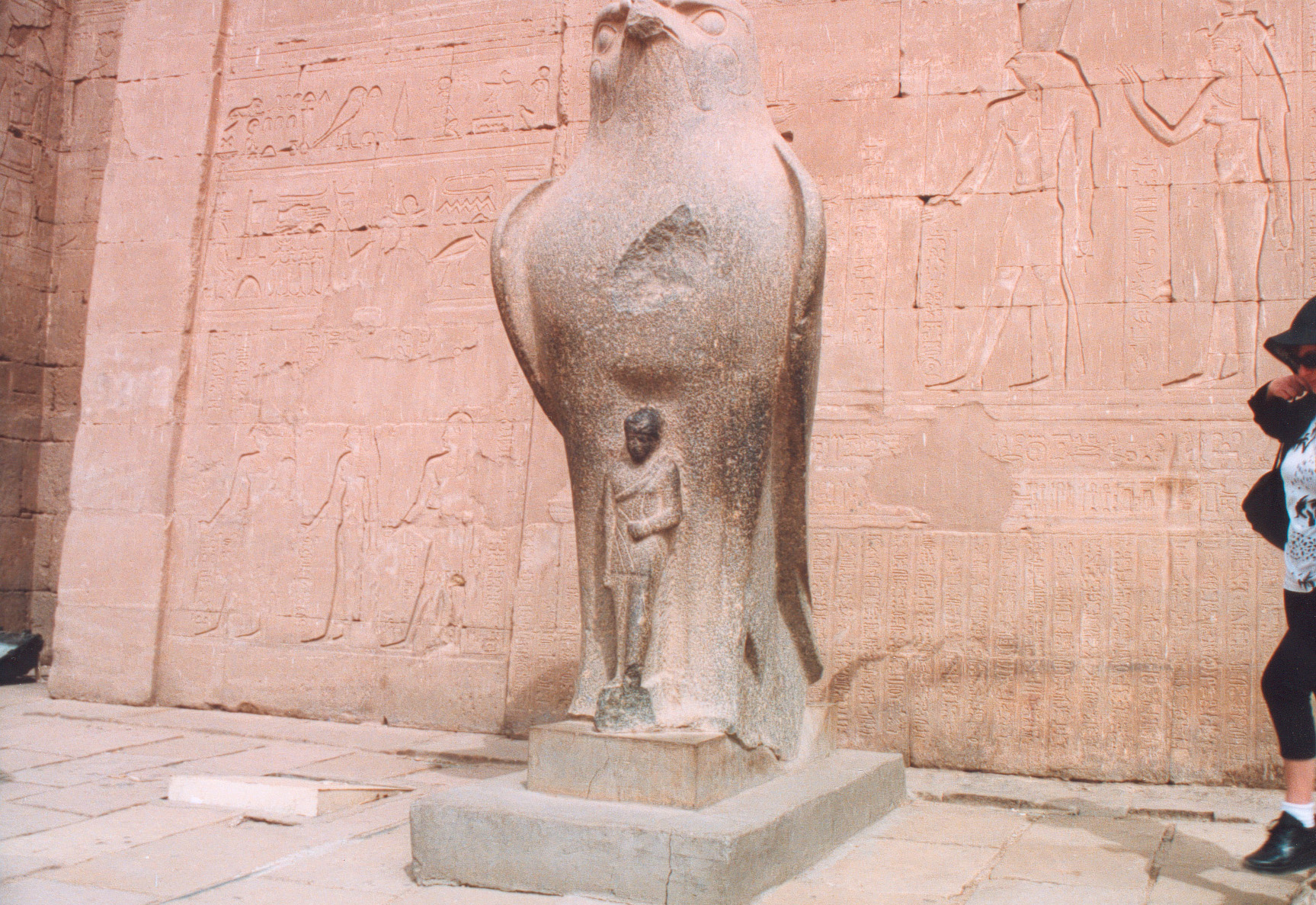
荷魯斯雕像

## 神廟的宗教用途
在埃德富神廟西部內牆的壁刻描繪了兩位神祇之間的大戰——根據埃及神話，賽特殺死了為埃及人帶來文明的歐西里斯，歐西里斯的兒子荷魯斯為報父仇，在埃德富與賽特決戰，最後荷魯斯成功殺死賽特，於是埃德富就成了供奉荷魯斯的地方；而埃及人亦每年都會在這裏慶祝荷魯斯戰勝了賽特。
神廟的內柱廳右邊有樓通往廟頂，樓梯的牆壁上刻有新年慶祝的情景——每逢古埃及的元旦，祭師會把荷魯斯的神像抬到廟頂，讓祂的靈魂吸取太陽的能量。
其他每年在埃德富神廟進行的宗教活動包括：模仿荷魯斯伴侶哈索爾到訪的儀式；於廟內為被視為荷魯斯在人間化身的法老進行加冕典禮；以及及重新扮演荷魯斯出世的情景等。

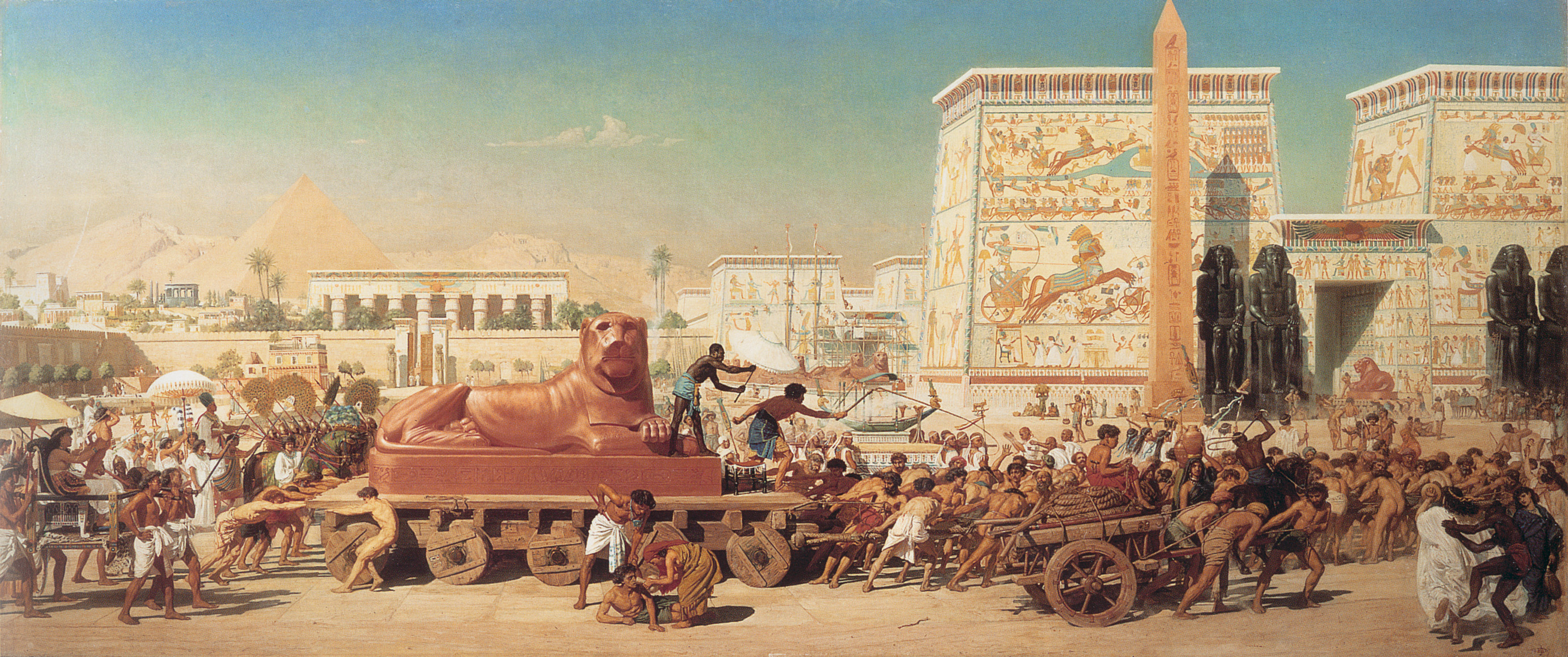
1867年爱德华·波因特的埃德富神廟想像圖

## 資料來源
1. ↑  Haag, Michael (2004): Egypt, P.316, London: Cadogan Guides, 2004. ISBN 1-86011-163-7
2. ↑  Agnese, Giorgio and Maurizio Re (2004): 23, Ancient Egypt: Art and archaeology of the land of the pharaohs, ISBN 0-7607-8380-2
3. ↑  Agnese and Re (2006): 214-215, Ancient Egypt: Art and archaeology of the land of the pharaohs, ISBN 0-7607-8380-2
4. ↑  .   [2008-09-14]. （原始内容存档于2019-11-10）.
5. ↑  由健、董海燕（2006年）：《走入埃及》，130頁，北京：科學
6. ↑  Dorling Kindersley, 2001: P.200
7. ↑  由健、董海燕（2006年）：《走入埃及》，131—132頁，北京：科學
8. 1 2 3  Haag, Michael (2004): Egypt, P.319, London: Cadogan Guides, 2004. ISBN 1-86011-163-7
9. ↑  Dorling Kindersley, (2001): Egypt, P.200, Dorling Kindersley, ISBN 1-4053-1118-5

## 外部連結
- （英文） Egypt: Edfu Temple, A Feature Tour Egypt Story （页面存档备份，存于）